# 黄玄慧
黄玄慧（英語：Ng Xuan Hui，1977年—），新加坡前帆船运动员，曾于1991年至1993年连续三年获得新加坡奥林匹克理事会“年度运动女孩”，曾获得1991年东南亚运动会和1993年东南亚运动会金牌。
黄玄慧是国际奥林匹克委员会副主席黄思绵的长女。